# Jennifer Kale
Jennifer Kale es un personaje que aparece en los cómics estadounidenses publicados por Marvel Comics. Creada por el escritor Steve Gerber y el artista Rich Buckler, apareció por primera vez en Adventure into Fear #11 (diciembre de 1972). Jennifer Kale es la prima de Johnny Blaze y una hechicera que forma parte del Culto de Zhered-Na. Ella también ha sido miembro de La Legión de Noche y los Hijos de la Medianoche en varios puntos de su historia.
El personaje aparece en la serie de televisión Agatha All Along (2024), parte del Universo cinematográfico de Marvel, interpretada por Sasheer Zamata.

## Desarrollo

### Concepto y creación
Jennifer Kale se basó originalmente en una de las amigas de Steve Gerber, Jennifer Meyer.

### Historial de publicaciones
Jennifer Kale debutó en Adventure into Fear #11 (diciembre de 1972),creada por Steve Gerber y Rich Buckler.

## Biografía ficticia
Jennifer nació en la familia de hechiceros Kale en los Everglades de Florida. En sintonía con las fuerzas místicas desde su nacimiento, comenzó a estudiar la historia de la magia de su familia. Jennifer se convirtió en aprendiz de Dakimh el Encantador y los dos actuaron como aliados del Hombre Cosa, una criatura que protegía un Nexo de Todas las Realidades centrado en los Everglades.
Jennifer ha sido asesorada por su abuelo Joshua (incluso después de su muerte), quien había sido un líder de culto místico cuando vivía. Su espíritu continuó esto después de que ella dejó su entrenamiento con Dakimh e intentó vivir una vida normal como estudiante universitaria. Independientemente de sus esfuerzos por la normalidad durante muchos años, se ha visto envuelta en numerosos conflictos mágicos. Los ejemplos incluyen su secuestro por el Barón Mordo, descubriendo una conexión familiar con Ghost Rider y otras aventuras que ayudan al equipo mutante conocido X-Force.

### Equipos
Jennifer Kale fue reclutada por el Doctor Strange, junto con sus compañeras magas Topaz y Satana, para formar el grupo conocido como las Brujas, con la esperanza de mantener el mundo a salvo de amenazas místicas y evitar que los posibles ladrones le robaran su libro familiar. Este equipo fue de corta duración y Kale aparece a continuación con Wundarr el Acuario y Asedio como miembro del equipo de la Iniciativa de los Cincuenta Estados del Estado de Florida, en un encuentro con zombis del universo Marvel Zombies. y una Invasión Skrull. Después de la Iniciativa, Jennifer aparece como parte del nuevo equipo de Hijos de la Medianoche una vez más luchando contra Marvel Zombies.

### Reinado Oscuro
Debido a que Strange había abusado de su posición como Hechicero Supremo, él tuvo que buscar un sucesor, buscando por toda la Tierra. El logró localizar a Jennifer con gran dificultad, y finalmente decidió que ella no era la indicada a pesar de su creencia en sus altas habilidades.

### Edad heroica
Jennifer trató de evitar que los Thunderbolts usaran a Hombre Cosa como su transporte, recordándolo al pantano para luchar contra una invasión del Nexus de Todas las Realidades. Finalmente, se dio cuenta de que Hombre Cosa estaba trabajando voluntariamente con los Thunderbolts, y que simplemente necesitaría alertarlo cada vez que alguien entrara.
Al parecer, Jennifer es asesinada por Victoria Hand, que en ese momento es poseída por Daniel Drumm. Drumm quería eliminar a todos los usuarios de magia oscura antes de vengarse del Doctor Strange y los Nuevos Vengadores.
Jennifer usa magia oscura para volver a la vida, pero a costa de no tener piel en el lado derecho de la cara. Su resurrección se mantiene principalmente en secreto del mundo, pero Maria Hill la recluta para apoyar a Elektra contra Bullseye y La Mano.
Kale fue encontrada en Mundo Extraño, durante un incidente que destruyó el flujo normal del tiempo, una ocurrencia común en Mundo Extraño. Ella tuvo un romance con Deadpool que duró años. Deadpool tiró esto para matar a un objetivo que se escondía en Mundo Extraño.

## Poderes y habilidades
Aunque inicialmente solo era un novato en las artes místicas del Universo Marvel, Jennifer Kale tenía un tremendo potencial para manejar magia y desde entonces lo ha perfeccionado a través de muchos años de entrenamiento intensivo y tutela. Aunque su entrenamiento se basó en la marca de magia ejercida por Zhered-Na, desde entonces ha sido instruida por otros hechiceros y también es autodidacta hasta cierto punto. A partir de ahora, Kale puede disparar rayos mágicos, formar escudos, abrir portales dimensionales, hipnotizar a las personas, afectar los recuerdos de los demás, teletransportarse a sí misma y a los demás, y lanzar numerosos hechizos para una variedad de efectos.
El Tomo de Zhered-Na lleva el nombre de la hechicera antediluviana que predijo el fin de la Atlántida, y el Tomo supuestamente poseía todo el misticismo conocido por el hombre y la humanidad en el momento de su creación. Por decir esta verdad, Zhered-Na fue desterrado y puesto a la deriva sobre el mar. Mientras flotaba, su dios, Valka, le susurró secretos sobre el mundo y el mundo del futuro. Después de muchas semanas aterrizó en Thuria y fundó el Culto de Zhered-Na. Ella vivió y enseñó allí hasta que fue asesinada por el demonio D'Spayre. Atlantis encontró su destino ese mismo día. Dos espíritus rescataron la sabiduría de Zhered-Na y décadas después se la dieron a Illyana Kale, la descendiente de un miembro del culto. Kale se inspiró entonces para escribir el Tomo. Ciertas deidades sintieron que había demasiados secretos dentro del Libro, por lo que colocaron al demonio Hellphyr dentro de sus páginas para alejar a los usuarios no deseados. Cuando el Libro se abrió recientemente y se lanzó Hellphyr, la descendiente de Illyana, Jennifer Kale, se unió a sus brujas Topaz y Satana para detener al demonio y salvar el Tomo. El Tomo de Zhered-Na está actualmente con Jennifer Kale. Aunque presumiblemente es menos poderoso que el Darkhold o el Libro de los Vishanti, es lo suficientemente poderoso como para impresionar al Hechicero Supremo Doctor Strange y fue sellado para que solo un miembro del linaje Kale pudiera acceder a él, y solo entonces asistido por un representante de divinidad y un representante del inframundo.

## Otras versiones

### What If?
Jennifer Kale apareció en algunas historias en las páginas de "What If":
- En una historia que pregunta "¿Qué pasaría si los X-Men se perdieran en el infierno?", El último que queda entre los místicos y superhéroes de la Tierra que no se convirtieron en demonios después de la pérdida de Inferno se reunió en el Banco de la Reserva Federal de Nueva York. She-Hulk interrumpe su el círculo místico y la horda de demonios de S'ym, liderados por el increíblemente poseído demoníacamente Hulk y Wolverine, irrumpe de inmediato. Hulk rompe el cráneo de Kale, y la mayoría de los demás también son asesinados.[24]
- En otra historia protagonizada por Ghost Rider, Jennifer Kale aparece con cabello largo y un anillo prominente en su fosa nasal derecha. Daniel Ketch, una herramienta de Mephisto, la recoge haciendo autostop y la asesinan y la arrojan en el vertedero de Fresh Kills.[25]

### Marvel MAX
En el relato de Marvel MAX de 2008 de Roberto Aguirre-Sacasa sobre el origen de Hombre Cosa (que se supone que es la interpretación de la historia de Roderick Krupp - Krupp es considerado altamente poco confiable por Ulysses Bloodstone), considera a Krupp como poco confiable), Jennifer Kale tiene 22 años y la tutora legal de Andrew Kale, de 10 años (tenían mucho más edad en el material original). Ella trabaja como una bailarina exótica como la Mujer Bruja, que también se dobla por su atuendo de bruja cuando en realidad está lanzando hechizos. Ella ayuda a salvar a algunos documentalistas aficionados de los mutantes creados en los Experimentos del Súper Soldado, pero no de las fuerzas principales de A.I.M. de Ellen Brandt, aunque es capaz de protegerse a sí misma y a Andy de A.I.M. usando un círculo mágico de tiza.

### Mundo Extraño
Durante la historia de Secret Wars, una variación de Jennifer Kale de Tierra-11234 reside en el dominio Battleworld de Mundo Extraño, donde ella es la Reina de los Hombres Cosa que residen en el Bosque de los Hombres Cosa. Después de una breve conversación con los dos guerreros, la Reina del Pantano obligó a Arkon y Cráneo el Asesino a enfrentar sus miedos para sobrevivir y convertirse en sus aliados contra le Fay. Sin embargo, solo Skull el Asesino aceptó la oferta de convertirse en su aliada, mientras que Arkon continuó buscando su reino de Polemachus. Arkon finalmente se unió a las fuerzas de la Reina del Pantano que ahora incluyen un Crystar resucitado, Warbow, un ejército de Eyemazons, un ejército de Hawksqutaches, un ejército de hombres lobos y un ejército de elfos salvajes. Tanto las fuerzas de la Reina del Pantano como las fuerzas de Morgan le Fay lucharon entre sí. Cuando Battleworld se vino abajo, ninguno de los bandos salió victorioso y Mundo Extraño apareció en la Tierra-616 en el Triángulo de las Bermudas.

## En otros medios

### Televisión
Jennifer Kale hará su debut en imagen real en la serie de Disney+ Agatha All Along, ambientada en Marvel Cinematic Universe (MCU) e interpretada por Sasheer Zamata.Esta versión es una bruja especializada en pociones, que tras sufrir un bloqueo mágico, no puede utilizar sus poderes. También es una gurú de belleza, influencer de las redes sociales y dueña de Kale Kare, un establecimiento de cosméticos que se ha visto involucrado en múltiples demandas por daños a la salud. Kale tenía sus poderes atados por Agatha Harkness, aunque ella creía que un médico era el culpable. Más de un siglo después, en 2026, Harkness se acercó a Kale para unirse a su aquelarre para recorrer el Sendero de las Brujas. Con la esperanza de recuperar sus poderes, Kale aceptó. Después de soportar una serie de pruebas desgarradoras, Kale pronto se enteró de que el misterioso adolescente que los acompañaba era Billy Maximoff, el hijo de la Bruja Escarlata. Cuando se acercaban al final del Sendero, Kale quedó como una de las únicas sobrevivientes. En la última prueba, ella se enteró de que fue Harkness quien la ató. Enfurecida, Kale se liberó renunciando a Harkness y recuperando así sus poderes. Al salir del Sendero y emerger en Westview, Kale se fue volando.

### Videojuegos
- Jennifer hace una aparición en el final de Doctor Strange en Ultimate Marvel vs. Capcom 3 como parte de una reunión de místicos de los universos Marvel y Capcom.
- Jennifer es una heroína jugable en Lego Marvel Vengadores. Ella aparece como un personaje DLC.[33][34][35][36]